# Shorea singkawang
Espèce
Statut de conservation UICN

 VU A2cd : Vulnérable
Shorea singkawang est une espèce de plantes du genre Shorea de la famille des Dipterocarpaceae.

## Liste des sous-espèces
Selon Catalogue of Life (20 septembre 2020) :
- sous-espèce Shorea singkawang subsp. scabrosa
- sous-espèce Shorea singkawang subsp. singkawang